# 遠くても
「遠くても」（とおくても）は、日本の歌手西野カナとWISEによるコラボレーション楽曲である。2009年3月18日にSME Recordsから西野の5枚目のシングルとして発売された。

## 概要
西野にとっては前作『MAKE UP』から約2か月ぶりのシングル。
中京テレビの深夜番組『SAKAE TA☆RO』の栄LOVE SONGプロジェクトにて、西野カナが名古屋の街で実際に遠距離恋愛の経験があるカップルを取材し、それも含め、西野カナ自身の遠恋体験を元に制作された楽曲で同番組の2009年3月度のエンディングテーマとしても使用された。
初回仕様にはアナザージャケットが封入されている。
表題曲のPVには当時、popteenのモデルだった舟山久美子と、men's eggのモデルである佐藤歩が出演。当時2人は交際関係にあり、popteenの特集に佐藤が登場したこともあったが、本曲発売から3ヵ月後に破局したことを明かしている。
カップリング2曲目はシンディ・ローパーの代表曲のカヴァー。2008年9月にシンディのJAPAN TOURのオープニング・アクトを西野が務めた縁で、この曲をサンプリング・カヴァーした。コーラスに田母神智子、板橋瑠美、中井一恵、上田ミレイ、岩村綾乃といった女性モデルが参加している。
なお、歌詞に登場する観覧車はSAKAE TA☆ROの収録が行われていたサンシャイン栄のスカイボート、テレビ塔は名古屋テレビ塔、テレビ塔前の大通りは久屋大通のことを指す。
本作は西野の20歳の誕生日に発売されている。

## 収録曲
| #         | タイトル                            | 作詞                                   | 作曲                      | 編曲            | 時間  |
| --------- | ----------------------------------- | -------------------------------------- | ------------------------- | --------------- | ----- |
| 1.        | 「遠くても」(feat.WISE)             | Kana Nishino WISE                      | Giorgio Cancemi           | Giorgio Cancemi | 5:43  |
| 2.        | 「GIRLS JUST WANT TO HAVE FUN」     | Kana Nishino VIVID Neon* HAZARD ROBERT | VIVID Neon* HAZARD ROBERT | VIVID Neon*     | 4:51  |
| 3.        | 「Saturday☆Night」(feat.GIORGIO 13) | Kana Nishino GIORGIO 13                | Giorgio Cancemi           | Giorgio Cancemi | 4:44  |
| 合計時間: | 合計時間:                           | 合計時間:                              | 合計時間:                 | 合計時間:       | 15:18 |

## タイアップ
- 中京テレビ『SAKAE TA☆RO』2009年3月度エンディング・テーマ（#1）

## 収録アルバム
遠くても feat.WISE
- LOVE one.
- Love Collection 〜mint〜
- ALL TIME BEST 〜Love Collection 15th Anniversary〜